# Caban
Pour les articles homonymes, voir Caban (homonymie).

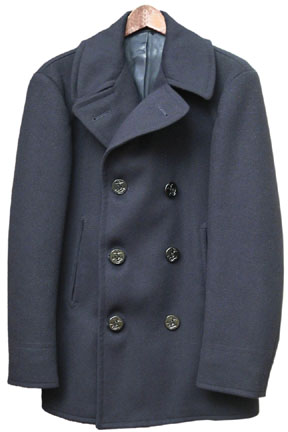
Exemple de caban de surplus militaire produit par un fournisseur de l'US Navy.

Le caban, mot d'origine arabe utilisé d'abord par les pirates (XVe – XVIIe siècles), est un manteau court, chaud et imperméable. Il peut comporter une capuche, le col est large et les poches situées sur les hanches comportent généralement un rabat. Il est le plus souvent foncé (noir ou bleu marine) avec un boutonnage double et croisé et de six boutons souvent ornés d'une ancre.

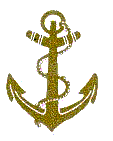
« D'une ancre d'or entrelacée d'un câble de même » (Troupes de marine).

## Historique
Ce sont les premiers navigateurs européens au XVe siècle qui en popularisèrent l'usage. Depuis l'Afrique du Nord, ils auraient repris et transformé une petite cape, appelée localement « qaba »,, qui était portée par les pirates barbaresques.
Le caban est adapté dans la Royal Navy à partir des années 1800. En France, il est décrit pour la première fois en 1845 dans une lettre du ministre de la Marine et adopté en 1848sous le code interne 4502. Initialement, il se caractérise par une rangée de dix boutons frappés d'une ancre comme les pointes de son col. Les matelots eux-mêmes savaient le rendre imperméable au moyen d’un apprêt constitué de goudron, de suif et d’huile de térébenthine. Il a remplacé le paletot jusqu'alors en usage, en 1874. Long au départ, il se raccourcit et ressemble alors à une capote plus qu'un paletot.
Le caban authentique contemporain, celui de notre siècle et du siècle dernier, se caractérise comme suit d'après les normes imposées par la marine française, norme permettant aux marins de se reconnaitre entre eux, ou permettant de se différencier d'autres marines étrangères : c’est le vêtement d’hiver des matelots de la Marine nationale, pas des officiers, on le porte toujours par-dessus la vareuse, cette grosse pièce de quart, toujours bleu marine, s’arrête à mi-cuisse (plus long ce ne serait pas le caban), boutons de fer laqué noir, gravés d’une ancre de marine (les boutons sont spécifiques pour chaque « marine », la décoration étant un signe de reconnaissance).
Cette pièce de l'uniforme du marin est descendue « dans la rue » après l'apparition des friperies. Si auparavant, elle était présente dans le civil, c'est parce que les anciens engagés ou conscrits pouvaient la garder, mais en enlevant les boutons symbole de la Marine nationale. 
Depuis, le caban est passé d'un usage de tous les jours dans les milieux modestes à un statut de prestige,. 
Dès les années 1950 et 1960, intellectuels et artistes l’ont adopté. Jean Cocteau, Boris Vian, Jacques Prévert, Jacques Brel, suivis plus tard de Lou Reed, des Rolling Stones, de Patrick Dewaere… Figure emblématique du look de « loup de mer », ce vêtement devenu classique, a été détourné par les grands couturiers et a fait une apparition généralisée dans les rues notamment pendant la saison 2006-2007.
Le premier couturier a l'avoir revisité fut Yves Saint Laurent en 1962. Puis Jean-Paul Gaultier, pour qui il évoque « Le voyage, l’évasion, Querelle de Brest », Yohji Yamamoto, Dior Homme, Hermès, Versace, Louis Vuitton, Burberry entre autres.
Le caban participe de la légende du personnage de Corto Maltese.
C'est de ce manteau que serait tiré le nom de l'actuelle République gabonaise Gabon. En effet, quand les navigateurs portugais pénétrèrent en 1472 dans l'estuaire du fleuve, ils le baptisèrent Rio de Gabão, en raison, dit-on, de la forme des côtes de l'actuelle capitale Libreville et sa proche région, semblable à un caban (gabão en portugais). Par la suite l'État du Gabon conserva cette appellation.

## Usage
Le double boutonnage du caban permet de le fermer d'un côté ou de l'autre selon la direction du vent, suivant que l'on soit de la bordée bâbord ou tribord. Le collet est large, ce qui lui permet une fois relevé de bien couvrir la nuque. Le caban peut s'utiliser dans des conditions extrêmes de pluie, de vent et de froid (jusqu'à environ −15 °C). Ses poches ventrales permettent de se réchauffer les mains.